# Баклан кемпбельський
Баклан кемпбельський (Leucocarbo campbelli) — вид сулоподібних птахів родини бакланових (Phalacrocoracidae).

## Поширення
Ендемік острова Кемпбелл (Нова Зеландія). Гніздиться на скелястих берегах острова. За оцінками, чисельність виду становить 8 тис. птахів.

## Опис
Птах завдовжки 63 см, розмахом крил 105 см і вагою 1,6–2,0 кг. Самці більші за самиць. Птах має верхню частину чорного кольору. На лопатках є білі плями. Горло, груди та живіт білі. На голові є досить великий гребінь. Над основою дзьоба є червонувато-помаранчеві карункули (шкірні нарости), а основа нижньої щелепи червона. Очі коричневі, навколоочне кільце фіолетове. Дзьоб темно-сірий. Лапи рожеві.

## Спосіб життя
Живиться дрібною рибою і морськими безхребетними. За здобиччю пірнає на глибину до 30 м. Створює моногамні пари на сезон. Гніздиться на землі на виступах і вершинах крутих скель у колоніях від 10 до сотні птахів. Гнізда будує з болота, водоростів і трави. Відкладає 2—4 яйця. Обоє батьки насиджують яйця.